# Маклин, Барбара
Ба́рбара Макли́н (англ. Barbara McLean), в девичестве — Поллю́т (англ. Pollut; 16 ноября 1903, Палисейдс-Парк, Нью-Джерси, США — 28 марта 1996, Ньюпорт-Бич, Калифорния, США) — американский монтажёр и кинопродюсер. Лауреат премии «Оскар» (1945) в номинации «Лучший монтаж» за фильм «Вильсон» (1944), а также шестикратная номинантка на премию (1936, 1937, 1939, 1940, 1944, 1951) в той же номинации за фильмы «Отверженные» (1935), «Ллойд из Лондона» (1936), «Рэгтайм-Бэнд Александра» (1938), «Дождь пришёл» (1939), «Песня Бернадетт» (1943) и «Всё о Еве» (1950), соответственно. Маклин считалась влиятельным и почитаемым монтажёром, проложившим путь женщинам в некогда патриархальную киноиндустрию. 

## Биография и карьера
Барбара Маклин, в девичестве Поллют, родилась 16 ноября 1903 года в Палисейдс-Парке (штат Нью-Джерси, США). Она была дочерью Чарльза Поллюта, который руководил кинолабораторией. Имела музыкальное образование, которое в будущем помогло ей добиться успеха в карьере монтажёра.
В 1924 году она впервые вышла замуж за Джея Гордона Маклина, который был киномехаником, а затем и кинооператором. После женитьбы пара переехала в Лос-Анджелес, штат Калифорния. Маклин нашла работу в качестве помощника монтажёра в First National Studio. Впоследствии она присоединилась к Twentieth Century Pictures, где сначала помогала монтажёру Алану МакНилу, до того, как получить свои первые самостоятельные монтажёрские работы в начале 1930-х годов.
В фильмографии Маклин более шестидесяти фильмов. В период, когда Дэррил Ф. Занук доминировал в студии 20th Century Fox, с 1930-х по 1960-е годы, Маклин была самым заметным монтажёром студии и, в конечном счёте, руководителем отдела монтажа. Она получила премию «Оскар» за «Лучший монтаж» за фильм «Вильсон» (1944). Она была номинирована на премию в той же категории ещё шесть раз, включая за её работу над фильмом «Всё о Еве» (1950). В общей сложности у неё было семь номинаций на «Оскар» за «Лучший монтаж», что оставалось рекордом более полувека до 2013 года, когда Майкл Кан получил свою восьмую номинацию.
Она активно сотрудничала с режиссёром Генри Кингом, поработав над более чем 29-ти его фильмами, включая «Вертикальный взлёт» (1949). 
С 19 августа 1951 года Маклин была замужем во второй раз за режиссёром Робертом Ди Уэббом (1903—1990). Маклин ушла из 20th Century Fox в 1969 году, по-видимому, из-за проблем со здоровьем её мужа. В 1988 году она получила инаугурационную премию за достижения в области киномонтажа. Она умерла в Ньюпорт-Бич, Калифорния, в 1996 году, пережив мужа на шесть лет.